# Katyn-Tau
Katyn-Tau, též Katyntau (gruzínsky კათინთაუ, Katintau, rusky Катын-Тау, v překladu z karačaj-balkarštiny Dáma-hora) je s nadmořskou výškou 4979 m vrchol ve střední části hlavního kavkazského hřebenu na hranici mezi Gruzií (kraj Samegrelo-Horní Svanetie) a Ruskem (Kabardsko-balkarská republika).
Tvoří jeden z vrcholů masívu zvaného Bezengská stěna. Z jihozápadního svahu Katyn-Tau stéká ledovec Adiši (gruzínsky ადიშის მყინვარი, Adišis mqinvari), na kterém pramení řeka Adišisčala.

## Externí odkazy

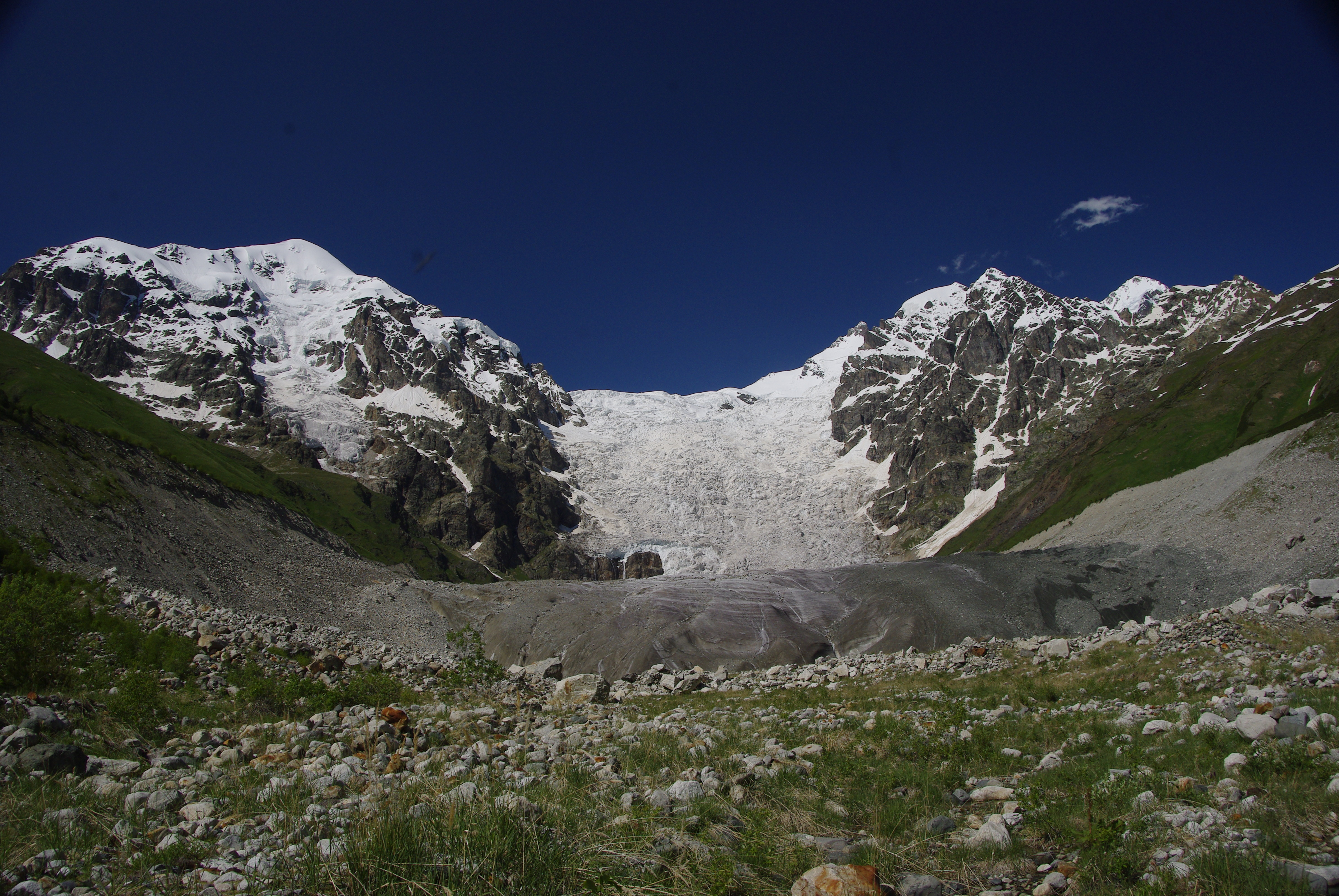
Pohled na ledovec Adiši na jihozápadním svahu Katyn-Tau (těsně nad ledovcem vzadu vpravo)